# Dobroslava Menclová
Dobroslava Menclová (* 2. Januar 1904 in Přerov; † 19. November 1978 in Plzeň) war eine tschechische Architektin und Kunsthistorikerin und gehörte zu den prägenden tschechischen Burgenforschern.
Seit den 1930er Jahren unternahm sie mit ihrem Ehemann Václav Mencl baugeschichtliche und teils auch archäologische Untersuchungen auf Burgen und Schlössern in der Tschechoslowakei. Mit ihrem Werk ist eine ganze Etappe der tschechischen Burgenforschung verbunden, orientiert auf die kunstgeschichtliche Auseinandersetzung mit der Bausubstanz der Burgen unter Berücksichtigung der räumlichen und förmlichen Gegebenheiten. Diese Richtung knüpfte an die vorangehende Epoche (wichtigster Vertreter August Sedláček) mit einer rein historischen Betrachtungsweise des Forschungsobjekts an.

## Werke
Ihr zweibändiges Hauptwerk České hrady (dt. Böhmische Burgen) (Ersterscheinung 1972, zweite Ausgabe 1976) mit zahlreichen Grundrissvermessungen, Bestandsaufnahmen und dreidimensionalen Rekonstruktionen ist nach wie vor eines der Standardwerke der tschechischen Burgenforschung.
- České hrady. 1972. Zweite erweiterte Ausgabe Odeon, Praha 1976.
- Burg Frýdštejn. Jablonec n. N. 1972.
- Die Burgruine Hassenstein. Geschichtliche und kunsthistorische Übersicht der Burg. Vlastivědné Muzeum, Chomutov 1971.
- Karlštejn. Středisko státní památkové péče a ochrany přírody Středočeského kraje, Praha 1968.
- Hrad a pevnost Špilberk. Krajské Středisko Státní Památkevé Péče a Ochrany Přírody, Brno 1967.
- Kost. Státní hrad a památky v okolí. STN, Praha 1966.
- Blockwerkkammern in Burgpalästen und Burghäusern. Acta historiae Artium, Academiae scientiarum Hungariae, Bd. IX, Fasz. 3–4, 1963, S. 245–267.
- Vliv husitských válek na pozdně gotickou fortifikační architekturu. Umění IX, 1961, S. 433–471.
- Spišský hrad. Slovenské vydavateľstvo krásnej literatúry, Bratislava 1957 (online).
- Kozí hrádek : Státní hrad a památky husitského kraje. STN, Praha 1956.
- Státní hrad Karlštejn. Státní tělovýchovné Nakladatelství, Praha 1955.
- Husitské opevnění Tábora, In: Zprávy památkové péče Nr. 13, 1953, S. 65–102.
- O středověkém opevnění našich měst, In: Zprávy památkové péče Nr. 7, 1950, S. 193–221.
- Gotický hrad v dějinách české architektury. Volné směry XXXVI, 1941, S. 231–245.
- Hrad Bratislava. Ucená Spolecnost Safaríkova, Bratislava 1936.